# Cinara juniperi
Cinara juniperi är en insektsart som först beskrevs av De Geer 1773. Enligt Catalogue of Life ingår Cinara juniperi i släktet Cinara och familjen långrörsbladlöss, men enligt Dyntaxa är tillhörigheten istället släktet Cinara och familjen barkbladlöss. Arten är reproducerande i Sverige. Inga underarter finns listade i Catalogue of Life.